# Remco van der Ven
Remco van der Ven (Montfoort, 24 juni 1975) is een Nederlands voormalig wielrenner

## Overwinningen
1997
- Eindklassement Olympia's Tour
- Proloog Hessen Rundfahrt)

1998
- Ronde van Drenthe

1999
- Eindklassement Köln Rundfahrt
- Köln-Vogelsang

2001
- Ronde de St Quentin
- Saint-Quentin

2003
- Sprintklassement Ster Elektrotoer

## Resultaten in voornaamste wedstrijden
| Jaar | Ronde van Italië | Ronde van Frankrijk | Ronde van Spanje |
| ---- | ---------------- | ------------------- | ---------------- |
| 1999 |                  |                     | 99e              |
| 2000 |                  |                     | 100e             |
| 2001 |                  |                     |                  |
| 2002 |                  |                     |                  |
| 2003 |                  |                     |                  |
| 2004 |                  |                     |                  |

| Jaar | Ronde van Vlaanderen | Parijs-Roubaix | Gent-Wevelgem |
| ---- | -------------------- | -------------- | ------------- |
| 1999 |                      |                |               |
| 2000 |                      | 77e            | 14e           |
| 2001 | 55e                  |                | 44e           |
| 2002 |                      |                | 19e           |
| 2003 |                      |                |               |
| 2004 |                      | 81e            | 32e           |